# Via dell'Amore (Cinque Terre)

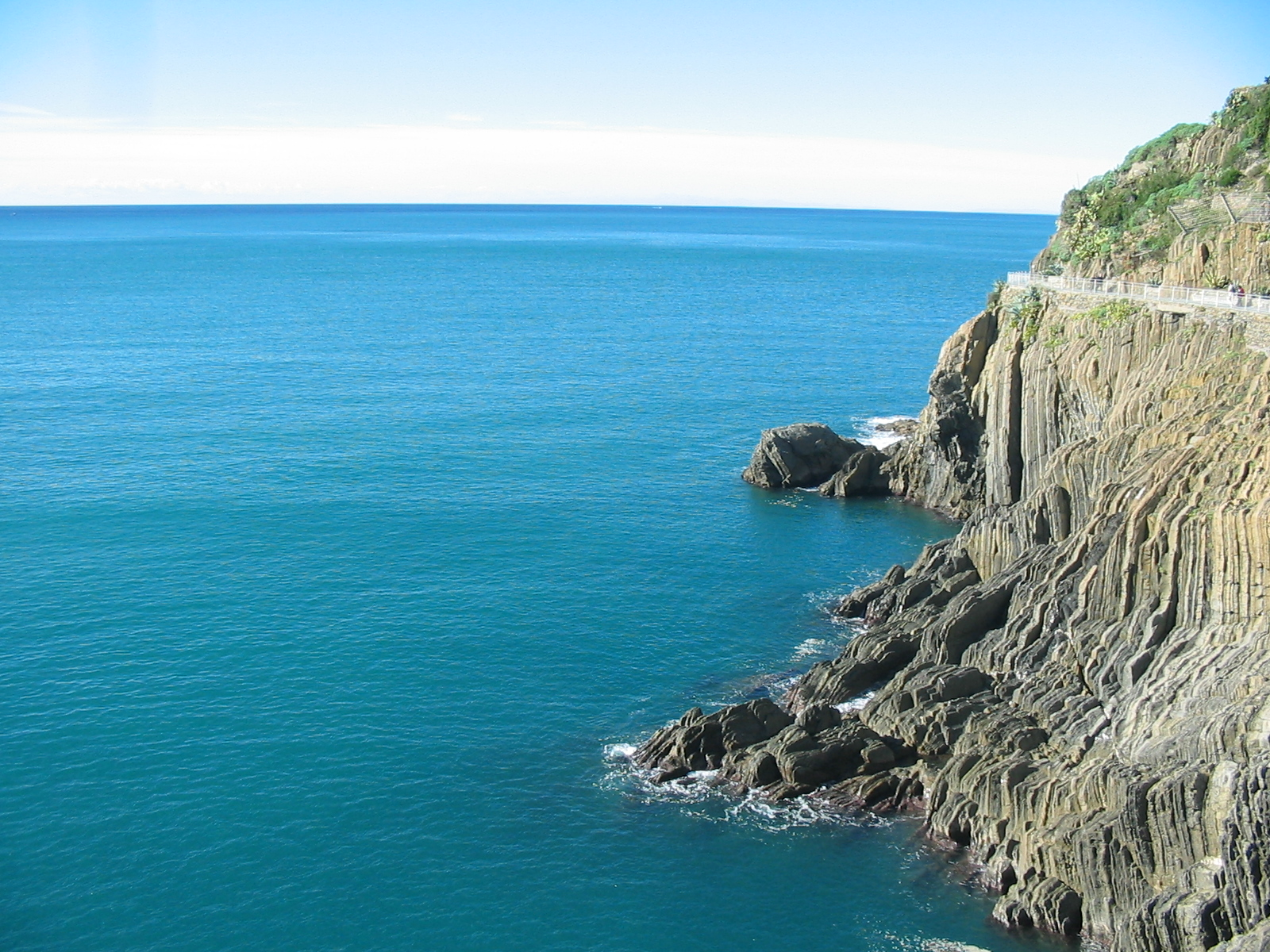
Panorama dalla Via dell'Amore

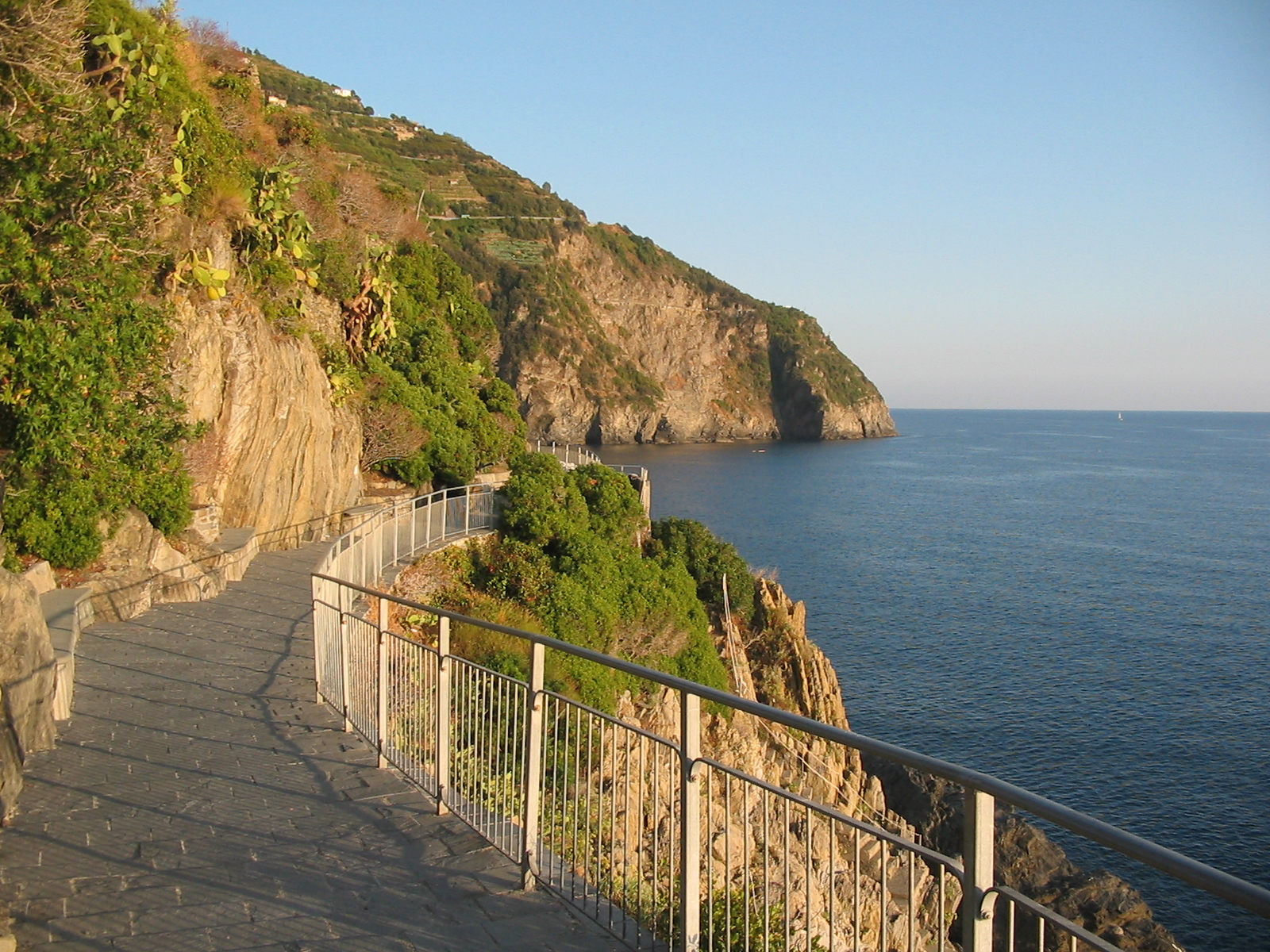
Un tratto della Via dell'Amore

La Via dell'Amore (Via de l'Amô in lingua ligure), è una strada pedonale a picco sul mare che, con un percorso di poco più di un chilometro, congiunge i borghi di Riomaggiore e Manarola, nelle Cinque Terre, in Liguria.
Famosa in tutto il mondo per la sua bellezza e i suoi panorami mozzafiato, costituisce una delle più importanti attrazioni turistiche della zona ed è parte integrante del Parco nazionale delle Cinque Terre e dell'area dichiarata dall'UNESCO patrimonio dell'umanità.
A seguito di una frana avvenuta nel 2012, il sentiero è stato chiuso al pubblico, per venire riaperto nel 2015 solo per un breve tratto, e riaperto totalmente dal 26 luglio 2024.
La Via dell'Amore è stata chiusa a fine 2024  a causa di una frana che ha danneggiato parzialmente una galleria e delle reti di protezione e riaperta il 14 Febbraio 2025 giorno di S. Valentino.

## Caratteristiche
La Via dell'Amore è parte di un più lungo percorso, segnalato col numero 2 dalla sezione spezzina del CAI e conosciuto come sentiero azzurro, che attraversa l'intero territorio delle Cinque Terre da Riomaggiore a Monterosso. Questo sentiero, correndo a una trentina di metri sul livello del mare e collegando tutti e cinque i borghi, costituisce l'itinerario più frequentato da turisti e camminatori. Esso costituisce infatti una più comoda alternativa rispetto all'Alta Via delle Cinque Terre, l'antico sentiero di crinale, segnalato col numero 1, che congiunge Portovenere a Levanto e percorre il territorio delle Cinque Terre con un dislivello di circa 500 metri.
La Via dell'Amore, avendo le sembianze di un'ampia strada lastricata e dotata di ringhiera, costituisce senza dubbio il tratto più agevole del sentiero azzurro, il quale assume altrove le caratteristiche di una vera e propria mulattiera, difficoltosa a percorrersi senza calzature adeguate. Essendo inoltre letteralmente scavata nella scogliera a circa trenta metri dal mare, rappresenta il percorso più originale e interessante dal punto paesaggistico, nonché quello maggiormente conosciuto e frequentato dai turisti. Non a caso, nella bella stagione, in particolare da aprile a ottobre, risulta spesso affollata, al punto che per godere pienamente della sua bellezza è consigliabile percorrerla al mattino presto o verso il tramonto, quando le condizioni climatiche e di luce sono peraltro decisamente migliori.
Come tutto il sentiero azzurro, anche la Via dell'Amore è soggetta al pagamento di un biglietto d'accesso, il cui ricavato viene destinato dal Parco nazionale delle Cinque Terre alla salvaguardia del paesaggio terrazzato e dei sentieri, minacciati da importanti fenomeni di erosione.

## Storia

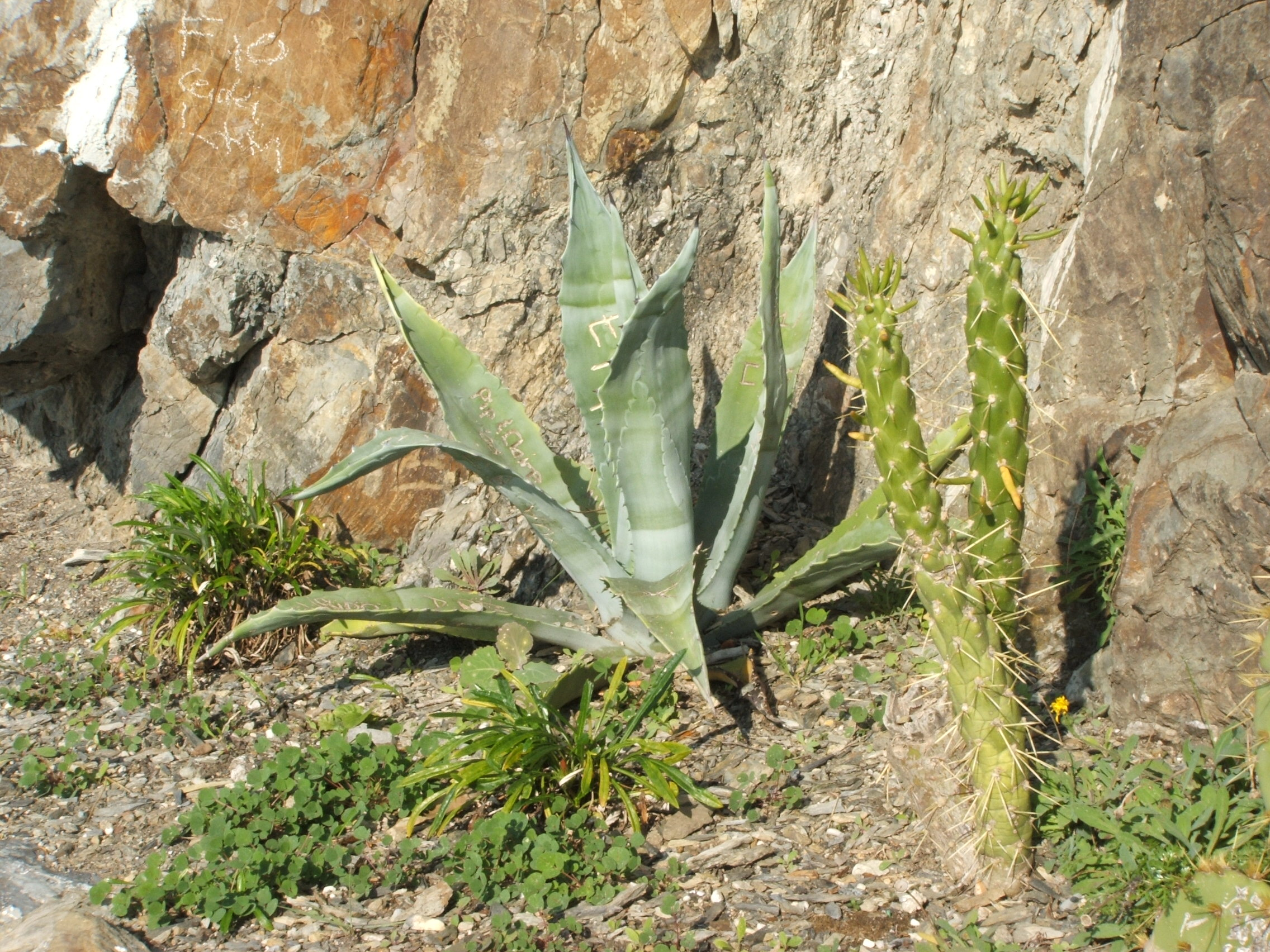
Vegetazione mediterranea sulla Via dell'Amore

La nascita della Via dell'Amore è dovuta a una circostanza occasionale: la realizzazione dell'ampliamento, avvenuto a partire dal 1920, della galleria ferroviaria della linea la Spezia-Genova che collega la stazione di Riomaggiore a quella di Manarola. Per mettere in sicurezza le due località venne infatti costruita a metà strada una sorta di santabarbara in cui riporre il materiale esplosivo necessario per la realizzazione dei lavori. Per congiungere gli opposti cantieri al deposito di esplosivo fu necessario aprire nella roccia due piccoli sentieri.
Fu solo qualche tempo dopo - terminati ormai i lavori del raddoppio ferroviario e rimosso il deposito di esplosivi - che tra gli abitanti delle due località cominciò a diffondersi l'idea di utilizzare quei due piccoli sentieri scavati nella roccia per congiungere Riomaggiore e Manarola. Fino ad allora, infatti, l'unica forma di collegamento tra i due borghi era stato il lungo e faticoso sentiero che attraversava la valle del Rio Finale e svalicava la Costa di Corniolo, al punto che i contatti tra le due comunità erano quasi inesistenti, come ben testimonia il fatto che vi si parlano due dialetti diversi della lingua ligure, differenti tanto sul piano lessicale quanto su quello fonetico. Negli anni trenta l'amministrazione comunale diede così il via ai lavori e, grazie all'opera dei volontari e alla generosità dei cittadini che consentirono il passaggio nella loro proprietà, nacque la Via dell'Amore.
Dato che il sentiero divenne presto meta dei giovani innamorati, un anonimo decise di tracciare con la calce ai due capi della stradina la scritta Via dell'Amore. Vero è, tuttavia, che esisteva già nella toponomastica locale un nome simile: il sentiero che risale la valle del Rio Finale è conosciuto infatti nel dialetto locale come Viaeu de l'Amùu. In ogni caso, "Via dell'Amore" fu scelto come nome ufficiale della strada dall'amministrazione comunale di Riomaggiore, che promosse negli anni sessanta l'installazione di una serie di panchine dedicate a eroi e divinità della mitologia greca e romana aventi a che fare con l'amore, nonché a poeti che l'amore hanno cantato.
Durante gli anni novanta la Via dell'Amore è rimasta per lungo tempo chiusa al transito a causa del pericolo di frane dovuto al cedimento dei versanti soprastanti ed è stata riaperta al pubblico soltanto grazie a massicci lavori di messa in sicurezza, tra i quali la realizzazione di opere di contenimento e la costruzione di un tunnel pedonale in località Paternaa-a.
Negli ultimi anni, il Parco Nazionale delle Cinque Terre ha promosso una serie di interventi finalizzati al miglioramento dell'estetica e della fruibilità della Via dell'Amore: una nuova ringhiera più rispettosa del paesaggio, una nuova e più uniforme lastricazione, un sistema di illuminazione segnapassi poco invasivo e alimentato a energia solare, un'area di sosta dotata di tavolini e fontana e appositi ascensori per disabili situati ai due estremi del percorso.
Il 24 settembre 2012 quattro turiste australiane sono rimaste ferite in una frana sulla via dell'Amore tra Riomaggiore e Manarola, riaprendo, a distanza di meno di un anno dalla drammatica alluvione nello spezzino, il tema della gestione di un territorio così fragile. Il sentiero è stato chiuso al pubblico in attesa di completare costosi lavori di messa in sicurezza dell'itinerario; al 2015 ne è stato riaperto solo un breve tratto. Infine dal 26 luglio 2024 è stato riaperto tutto il sentiero, ma risulta percorribile su biglietto con accesso limitato in ogni fascia oraria.

## Galleria d'immagini
|  |  |
|  |  |
|  |  |
|  |  |
|  |  |